# الوطية (عمان)

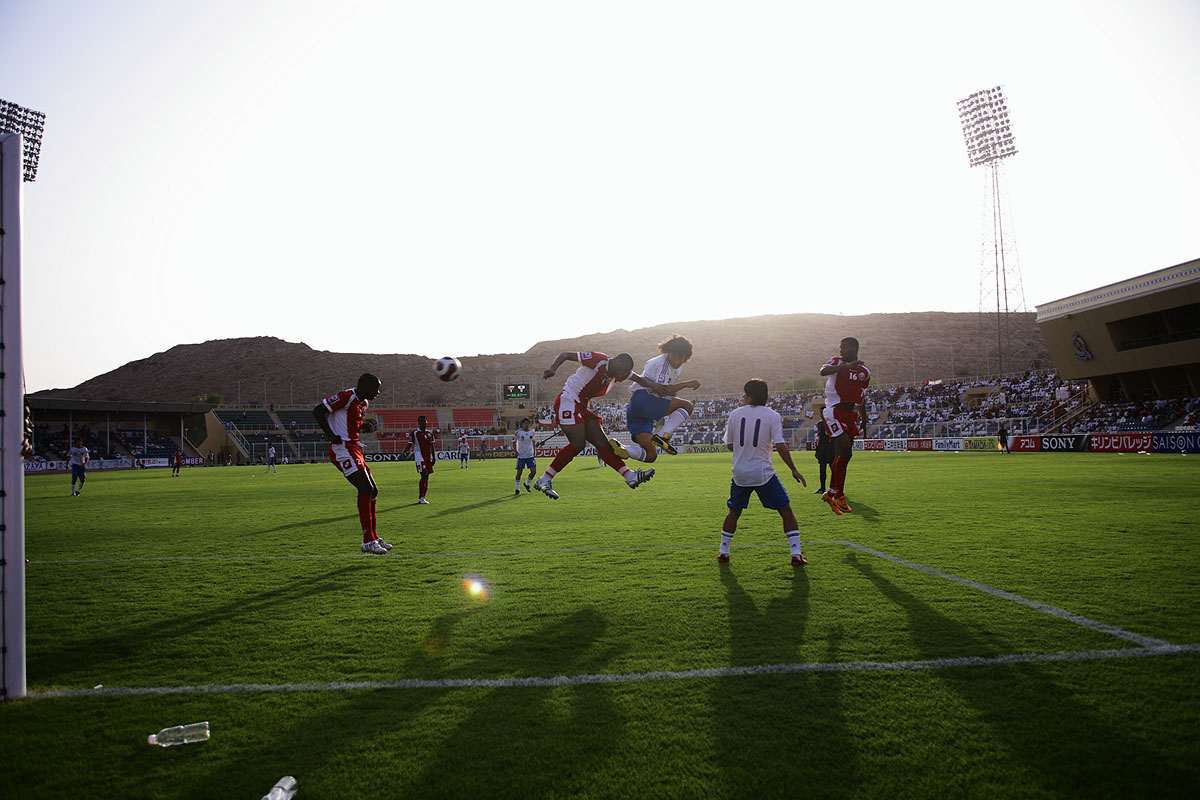
ملعب شرطة عمان السلطانية بالوطية

الوطية منطقة تتبع محافظة مسقط بسلطنة عمان.